# Ludwig Dosse
Ludwig Dosse (* 24. Dezember 1834 in Hamburg; † 6. September 1895 in Dresden) war ein deutscher Opernsänger (Bariton).

## Leben und Wirken
Nach dem Schulbesuch nahm er eine Gesangsausbildung auf und trat danach als Tenor u. a. in Hamburg, Mainz, Tier, Bern, Regensburg und Olmütz auf.